# Eriocaulon peninsulare
Eriocaulon peninsulare är en gräsväxtart som beskrevs av Punekar och Pakshirajan Lakshminarasimhan. Eriocaulon peninsulare ingår i släktet Eriocaulon och familjen Eriocaulaceae. IUCN kategoriserar arten globalt som livskraftig. Inga underarter finns listade i Catalogue of Life.